# Buskmagnolia
Buskmagnolia (Magnolia sieboldii) är en art i magnoliasläktet och i familjen magnoliaväxter. Arten förekommer i Kina, Korea och Japan.
Bildar ett lövfällande litet träd, till 10 m högt. Bladen är omvänt äggrunda (6-) 9-15 (-25) cm långa och 4-9 (-12) cm breda, tunna, ovansidan är grön medan undersidan är blådaggig, med vita och bruna hår. Bladnerverna är 6-8 per sida.
Blommorna kommer samtidigt med bladen, de är vita och doftande, klot- till skålformade, 7-10 cm i diameter. Fruktämnet är grönt. Frukten är röd som mogen. Fröna är hjärtformade.
Arten växer främst i bergstrakter mellan 1600 och 2000 meter över havet. Den ingår i skogar.
För beståndet är inga hot kända. IUCN listar arten som livskraftig (LC) men i Kina räknas den som sårbar (VU).

## Synonymer
- Mangolia parviflora Siebold & Zuccarini
- Mangolia oyama Kort
- Mangolia verecunda Koidz

## Namnsorter
I odling förekommer en del namnsorter. De är fortfarande inte helt vanliga i odling i Sverige:
- 'Colossus' - (August Kehr 1998). Storvuxen med blad på upp till 30 cm. Den får stora blommor med 10-17 kraftiga kronblad och stark doft. Sorten är rikblommande. Ursprungligen ansågs sorten vara polyploid, men har visat sig vara diploid.
- 'Genesis' - (August Kehr 1985) tetraploid med rent vita, normalstora blommor. De röda ståndarna är dubbelt så stora som normalt.
- 'Hammarön'
- 'Harold Epstein' - (August Kehr 1993) en sort med halvfyllda blommor. Sent på säsongen kan helt fyllda blommor bildas. Sorten är svårförökad och ovanlig i odling.
- 'Kwanso' - (Wada 1925) Syn. 'Flore Pleno'. Fylldblommig sort med upp till 36 kronblad.
- 'Michiko Renge' (Otto Eisenhut 1989) - fylldblommig sort.
- 'Min Pyong-gal' (Olav Kalleberg 2000) - Syn. 'Pink Tipped Form'. Kronbladen har rosa spetsar. Sorten sägs vara frökonstant.
- 'Minor' - en gammal japansk sort som omtalades första gången 1917. Den är mindre i alla delar än normalt för arten.
- 'Pride of Norway' (August Kehr 2000) - tetraploid med stora (12,8 cm) vita blommor.
- 'Semi-Plena' (Aberconway 1940) - har halvfyllda blommor.
- 'Variegata' (Nakai 1933) - sorten har vitvariegerade blad.
- 'White Flounces' (Harry Heineman 1985) - fylldblommig med helt öppna, ej skålformade blommor, 10 cm vida blommor.